# NGC 3378
NGC 3378 (другие обозначения — ESO 318-12, MCG −7-22-29, IRAS10444-3945, PGC 32189) — спиральная галактика в созвездии Насоса. Открыта Джоном Гершелем в 1835 году.
Галактика была включена в один из каталогов пекулярных галактик, однако дальнейшее изучение показало, что NGC 3378 является нормальной спиральной галактикой. У неё неяркое точечное ядро, в диске наблюдается три спиральных рукава, в спиральных рукавах есть отдельные более голубые, чем в остальных областях, участки. Профиль поверхностной яркости в диске — экспоненциально убывающий. Спектр NGC 3378 соответствует спектру галактики типа Sa, в нём доминирует вклад от проэволюционировавших звёзд-гигантов, но наблюдаются также эмиссионные линии, например, ионизованного азота и H-альфа, которые свидетельствуют о наличии молодых звёзд.
Этот объект входит в число перечисленных в оригинальной редакции «Нового общего каталога».